# Episodi de La Brea (seconda stagione)
La seconda stagione della serie televisiva statunitense La Brea, composta da 14 episodi, è andata in onda in prima visione negli Stati Uniti sulla rete NBC dal 27 settembre 2022 al 28 febbraio 2023.
In Italia la stagione è andata in onda ogni sabato in day-time su Italia 1 dal 30 settembre al 4 novembre 2023.
| n° | Titolo originale       | Titolo italiano                  | Prima TV USA      | Prima TV Italia   |
| -- | ---------------------- | -------------------------------- | ----------------- | ----------------- |
| 1  | The Next Day           | Il giorno dopo                   | 27 settembre 2022 | 30 settembre 2023 |
| 2  | The Cave               | La miniera                       | 4 ottobre 2022    | 30 settembre 2023 |
| 3  | The Great Escape       | La grande fuga                   | 11 ottobre 2022   | 7 ottobre 2023    |
| 4  | The Fog                | La nebbia                        | 18 ottobre 2022   | 7 ottobre 2023    |
| 5  | The Heist              | Assalto al carico di roccia      | 25 ottobre 2022   | 7 ottobre 2023    |
| 6  | Lazarus                | Il Lazarus                       | 1º novembre 2022  | 14 ottobre 2023   |
| 7  | 1988                   | 1988                             | 15 novembre 2022  | 14 ottobre 2023   |
| 8  | Stampede               | Bisonti alla carica              | 31 gennaio 2023   | 14 ottobre 2023   |
| 9  | Murder in the Clearing | Omicidio alla radura             | 31 gennaio 2023   | 21 ottobre 2023   |
| 10 | The Return             | Il ritorno                       | 14 febbraio 2023  | 21 ottobre 2023   |
| 11 | The Wedding            | Il matrimonio                    | 21 febbraio 2023  | 28 ottobre 2023   |
| 12 | The Swarm              | Lo sciame assassino              | 21 febbraio 2023  | 28 ottobre 2023   |
| 13 | The Journey, Part 1    | Il viaggio di ritorno - 1ª parte | 28 febbraio 2023  | 4 novembre 2023   |
| 14 | The Journey, Part 2    | Il viaggio di ritorno - 2ª parte | 28 febbraio 2023  | 4 novembre 2023   |

## Il giorno dopo
- Titolo originale: The Next Day
- Diretto da: Adam Davidson
- Scritto da: David Appelbaum, Steven Lilien & Bryan Wynbrandt

### Trama
Nel disperato tentativo di riunirsi con suo figlio, Eve segue una pista che la porta faccia a faccia con uno spietato gruppo preistorico. Gavin, Izzy ed Ella si chiedono se siano idonei a sopravvivere nel 10.000 a.C. Josh e Riley si svegliano in un momento sconosciuto.
- Ascolti USA: telespettatori 4 023 000 – rating/share 18-49 anni 0,4[6].
- Ascolti Italia: telespettatori 171 000 – share 2,10%[7].

## La miniera
- Titolo originale: The Cave
- Diretto da: Adam Davidson
- Scritto da: Rob Wright

### Trama
Mentre Gavin chiede l'aiuto di suo nonno per guidarlo dalla moglie scomparsa, Eve e Levi affrontano una nuova orribile realtà. Nel 1988, Josh e Riley scoprono di essere seguiti da un uomo sospettoso che rivela informazioni sul mistero dietro le voragini.
- Ascolti USA: telespettatori 3 904 000 – rating/share 18-49 anni 0,4[8].
- Ascolti Italia: telespettatori 205 000 – share 2,50%[7].

## La grande fuga
- Titolo originale: The Great Escape
- Diretto da: David M. Barrett
- Scritto da: Arika Lisanne Mittman

### Trama
Dopo un'emozionante riunione, Gavin ed Eve tentano un'audace fuga dai loro spietati rapitori. Lucas conduce una pericolosa missione al forte per reclamare le risorse di cui i suoi amici hanno così disperatamente bisogno.
- Ascolti USA: telespettatori 3 535 000 – rating/share 18-49 anni 0,3[9].
- Ascolti Italia: telespettatori 152 000 – share 1,60%[10].

## La nebbia
- Titolo originale: The Fog
- Diretto da: Ron Underwood
- Scritto da: Andre Edmonds

### Trama
Quando una nebbia cade sulla Radura, Eve guida una difesa contro un gruppo di invasori, solo per incontrare una minaccia più pericolosa di quella che hanno affrontato prima. Nel 1988, Josh e Riley inseguono una donna che potrebbe essere la chiave per fermare l'imminente disastro del maremoto.
- Ascolti USA: telespettatori 3 380 000 – rating/share 18-49 anni 0,3[11].
- Ascolti Italia: telespettatori 147 000 – share 1,80%[10].

## Assalto al carico di roccia
- Titolo originale: The Heist
- Diretto da: David M. Barrett
- Scritto da: Jessica Granger

### Trama
Eve, Gavin e altri tentano di requisire un carico di roccia nera per accedere al misterioso edificio, dove credono di poter trovare un modo per portare Josh e Riley a casa. Nel 1988, Josh e Riley devono agire rapidamente per impedire a Caroline di alterare la sequenza temporale.
- Ascolti USA: telespettatori 3 465 000 – rating/share 18-49 anni 0,3[12].
- Ascolti Italia: telespettatori 153 000 – share 1,90%[10].

## Il Lazarus
- Titolo originale: Lazarus
- Diretto da: Adam Davidson
- Scritto da: Bisanne Masoud

### Trama
Quando il loro piano per infiltrarsi nell'edificio va storto, Gavin si trova faccia a faccia con il suo enigmatico leader. Eve, Levi, Sam e Izzy sono costretti a fare affidamento su un ex avversario per condurre un tentativo di salvataggio. Nel 1988, Josh e Riley si divertono prima di una svolta sorprendente.
- Ascolti USA: telespettatori 3 465 000 – rating/share 18-49 anni 0,3[13].
- Ascolti Italia: telespettatori 178 000 – share 1,90%[14].

## 1988
- Titolo originale: 1988
- Diretto da: Dan Liu
- Scritto da: Erica Meredith

### Trama
Una famiglia Harris riunita guida lo sforzo per salvare Caroline e impedire che si producano altre voragini, solo per affrontare forze che minacciano di fare a pezzi la loro famiglia. Con la vita di Lucas in pericolo, Ty accetta una sfida per ottenere una cura per il suo amico.
- Ascolti USA: telespettatori 3 307 000 – rating/share 18-49 anni 0,4[15].
- Ascolti Italia: telespettatori 160 000 – share 1,90%[14].

## Bisonti alla carica
- Titolo originale: Stampede
- Diretto da: Christine Moore
- Scritto da: Russel Friend

### Trama
Gli Harris viaggiano nel lontano passato per scaricare un virus che può aiutare a sbarazzarsi delle voragini e non hanno nemmeno paura che possano non tornare. Scott e Lucas discutono su cosa fare con il branco di animali che si avvicina. Gavin parla di una visione inquietante.
- Ascolti USA: telespettatori 2 202 000 – rating/share 18-49 anni 0,2[16].
- Ascolti Italia: telespettatori 165 000 – share 1,90%[14].

## Omicidio alla radura
- Titolo originale: Murder in the Clearing
- Diretto da: Nick Gomez
- Scritto da: Peter Beals & Onalee Hunter Hughes

### Trama
Sam e Lucas iniziano un'indagine nella speranza di poter trovare l'assassino. Nel frattempo, Gavin sta facendo tutto il possibile per evitare il terribile destino di Eve. Josh e Izzy discutono sull'opportunità di aiutare il padre a trovare un medico. Caroline riunisce una squadra e si propone di trovarli. Stanno aspettando scoperte inaspettate.
- Ascolti USA: telespettatori 2 023 000 – rating/share 18-49 anni 0,2[16].
- Ascolti Italia: telespettatori 221 000 – share 2,33%[17].

## Il ritorno
- Titolo originale: The Return
- Diretto da: Greg McLean
- Scritto da: Rob Wright

### Trama
Lucas è certo che Virgil abbia avuto una mano nell'omicidio di Wyatt, mentre Gavin ha un appuntamento inaspettato con una vecchia conoscenza. Izzy e Josh discutono su James e vengono presto catturati. Sam e Riley si rendono conto che un traditore è apparso nella radura.
- Ascolti USA: telespettatori 2 122 000 – rating/share 18-49 anni 0,2[18].
- Ascolti Italia: telespettatori 150 000 – share 1,54%[17].

## Il matrimonio
- Titolo originale: The Wedding
- Diretto da: Tara Miele
- Scritto da: Jerome Schwartz

### Trama
Mentre la dottoressa Caroline e Silas studiano gli appunti dell'altro dottore, il resto degli eroi si prepara per il matrimonio di Ty e Paara. Levi è determinato a distruggere James, ma non può farlo senza Eve. Nel frattempo, Veronica e Lucas cercano di scoprire cosa ha fatto Aaron con i diari del dottore.
- Ascolti USA: telespettatori 198 000 – rating/share 18-49 anni 0,2[19].
- Ascolti Italia: telespettatori 202 000 – share 2,20%[20].

## Lo sciame assassino
- Titolo originale: The Swarm
- Diretto da: Rose Troche
- Scritto da: Christopher Hollier

### Trama
Gli Harris decidono di collaborare con James. Per salvare Ty, devono intrufolarsi nell'edificio di Lazar. Vogliono interferire con Kira e gli abitanti della radura sono in pericolo. Durante questo periodo, la vita di Ella dipenderà dalle azioni di Veronica.
- Ascolti USA: telespettatori 1 718 000 – rating/share 18-49 anni 0,1[19].
- Ascolti Italia: telespettatori 228 000 – share 2,40%[20].

## Il viaggio di ritorno - 1ª parte
- Titolo originale: The Journey, Part 1
- Diretto da: Cherie Nowlan
- Scritto da: David Appelbaum

### Trama
Gavin spera ancora di riportare a casa la sua famiglia, ma un altro evento conferma la sua visione della morte di Eve. Un Levi in esilio incontra Tai e vede come progredisce la sua malattia. Kira gli suggerisce di trovare un kit di sopravvivenza, ma Levi ha una controfferta.
- Ascolti USA: telespettatori 192 000 – rating/share 18-49 anni 0,2[21].
- Ascolti Italia: telespettatori 328 000 – share 3,20%[22].

## Il viaggio di ritorno - 2ª parte
- Titolo originale: The Journey, Part 2
- Diretto da: Adam Davidson
- Scritto da: David Appelbaum

### Trama
Dopo un incontro con una lucertola gigante, la vita di Gavin è in grave pericolo e la sua famiglia fa di tutto per salvarlo. Eve e i bambini non hanno nemmeno paura di poter partire. Nel frattempo, la verità viene rivelata a Veronica, il che mette Lucas in pericolo di perderla.
- Ascolti USA: telespettatori 1 768 000 – rating/share 18-49 anni 0,2[21].
- Ascolti Italia: telespettatori 384 000 – share 3,30%[22].